# Daniele Cacia
Daniele Cacia (* 23. August 1983 in Catanzaro) ist ein italienischer ehemaliger Fußballspieler, der aktuell vereinslos ist. Er ist mit 134 Treffern der zweitbeste Torschütze in der Geschichte der Serie B und mit 63 Pflichtspieltreffern der viertbeste Torschütze in der Vereinshistorie von Piacenza Calcio 1919.

## Karriere
Cacia begann seine Karriere im Jahr 2000 bei Piacenza Calcio. Dort spielte er bis 2007. Während seiner Zeit bei Piacenza Calcio absolvierte er 91 Spiele und erzielte dabei 35 Tore. 2002 wurde er an Ternana Calcio ausgeliehen, doch dort machte er kein einziges Spiel und so wurde er dann ein Jahr später zu SPAL Ferrara verliehen. Auch dort absolvierte er insgesamt nur drei Spiele. Danach folgte 2005 noch eine Leihfrist bei AC Pistoiese. Er spielte dort zwar nicht regelmäßig, aber wenn er spielte, war er auch zuverlässig. In zwölf Spielen erzielte er acht Tore. Nachdem die letzte Leihfrist beendet war und er bei Piacenza Calcio keine Perspektive gesehen hatte, wechselte er 2008 zum AC Florenz. Doch der Wechsel enttarnte sich das Flop, er absolvierte nur drei Spiele für die Fiorentina. 2008 wechselte er zur US Lecce, nach einer Saison wurde er an Reggina Calcio ausgeliehen. In der Saison 2010/11 war er an Piacenza Calcio in die Serie B ausgeliehen und sicherte seinem Klub mit 18 Treffern den Klassenerhalt. In der Saison 2012/13 steigt er als Torschützenkönig der Serie B (39 Spiele 24 Tore) mit Hellas Verona in die höchste italienische Liga auf. Im Sommer 2014 wechselte er zum Bologna FC, mit denen er ebenfalls in die Serie A aufstieg, nach dem Aufstieg wechselte er allerdings wieder in die Serie B zum Ascoli Picchio FC 1898. 2017 unterschrieb er beim Ligakonkurrenten AC Cesena. Nach dessen Konkurs wechselte er zur Saison 2018/19 zu Novara Calcio. Zur Saison 2019/20 kehrte Cacica zu seinem Jugendklub Piacenza Calcio 1919 zurück. Nach 14 Spielen und einem Treffer wurde der Vertrag zwischen Cacia und Piacenza im Dezember 2019 wieder aufgelöst. Nachdem er lange Zeit vereinslos war, absolvierte Cacia von 2021 bis 2022 noch eine Spielzeit bei Nibbiano & Valtidone in der fünftklassigen Eccellenza. Danach spielte er nicht mehr.

## Erfolge
- Aufstieg in die Serie A: 2000/01, 2012/13, 2014/15
- Torschützenkönig der Serie B: 2012/13